# Juan Nelson
Juan Nelson (castellà: Juan Diego Nelson y Duggan)  (Buenos Aires, 26 de maig de 1891 - Buenos Aires, 19 de desembre de 1983) va ser un jugador de polo argentí, d'origen britànic, que va competir entre les dècades de 1910 i 1930.
El 1924 va prendre part en els Jocs Olímpics de París, on guanyà la medalla d'or en la competició de polo. Nelson compartí equip amb Arturo Kenny, Juan Miles, Guillermo Naylor i Enrique Padilla. Aquesta va ser la primera medalla d'or argentina de la història en uns Jocs Olímpics. El 1936 va ser seleccionat per jugar la competició de polo als Jocs de Berlín, però en no jugar cap partit no va rebre la medalla d'or que guanyà el seu equip.